# Edvard Eriksen
Edvard Christian Johannes Eriksen (10. marts 1876 i København – 12. januar 1959 smst.) var en dansk-islandsk billedhugger og skaber af bl.a. Den lille Havfrue. Han var bosat på Fuglebakkevej på Frederiksberg.
Han blev uddannet på Kunstakademiet 1895-99 og fik sit gennembrud fem år senere med kunstgruppen Haabet, hvor han blev tildelt akademiets årsmedalje. I 1902 fik han en udstilling på Charlottenborg. Fra 1908 blev han æresprofessor ved ved akademiet i Carrara, Italien.
Udover Den lille Havfrue har han skabt Kolossalstatuerne til Christian 9., samt Dronning Louises dobbeltsarkofag i Roskilde Domkirke, der blev udhugget i marmor over tre år fra 1914. Desuden har han udsmykket Ny Carlsberg Glyptotekets nord- og sydvendte facader med 10 sandstensrelieffer med symboler for kunstarter og videnskaber.
I 1930 blev han ansat som konservator ved Thorvaldsens Museum og blev to år senere tildelt Dannebrogordenen.